# Marek Boczar
Marek Boczar (zm. 17 grudnia 2024) – polski chemik, doktor habilitowany nauk chemicznych, profesor UJ.

## Życiorys
W 1983 r. ukończył studia chemiczne na Uniwersytecie Jagiellońskim w Krakowie, w 1990 r. obronił pracę doktorską pt. Badanie heterogeniczności grup wodorotlenowych w zeolitach NaHZSM-5 metodą spektroskopii w podczerwieni, której promotorem był prof. Jerzy Datka, w 2009 r. habilitował się na podstawie pracy zatytułowanej Badania dynamiki protonu w układach z wiązaniami wodorowymi metodami teoretycznymi i spektroskopowymi.
Był wieloletnim pracownikiem Zakładu Chemii Fizycznej i Elektrochemii Wydziału Chemii Uniwersytetu Jagiellońskiego i Katedry Chemii Wydziału Matematyczno-Przyrodniczego Akademii Tarnowskiej. Pracował także w Zakładzie Chemii Fizycznej i Elektrochemii Wydziału Chemii UJ gdzie kierował Zespołem Spektroskopii Molekularnej.
Wybitny specjalista w zakresie spektroskopii molekularnej, ceniony dydaktyk, wychowawca wielu pokoleń chemików.
Pochowany 27 grudnia 2024 r. na cmentarzu Batowickim.

## Odznaczenia
- Złoty Medal za Długoletnią Służbę (2020)[6]